# NGC 5827
NGC 5827 је спирална галаксија у сазвежђу Волар која се налази на NGC листи објеката дубоког неба.
Деклинација објекта је + 25° 57' 51" а ректасцензија 15h 1m 53,5s. Привидна величина (магнитуда) објекта NGC 5827 износи 12,9 а фотографска магнитуда 13,8. NGC 5827 је још познат и под ознакама UGC 9662, MCG 4-35-24, CGCG 134-66, IRAS 14597+2609, PGC 53676.